# Emma Heesters

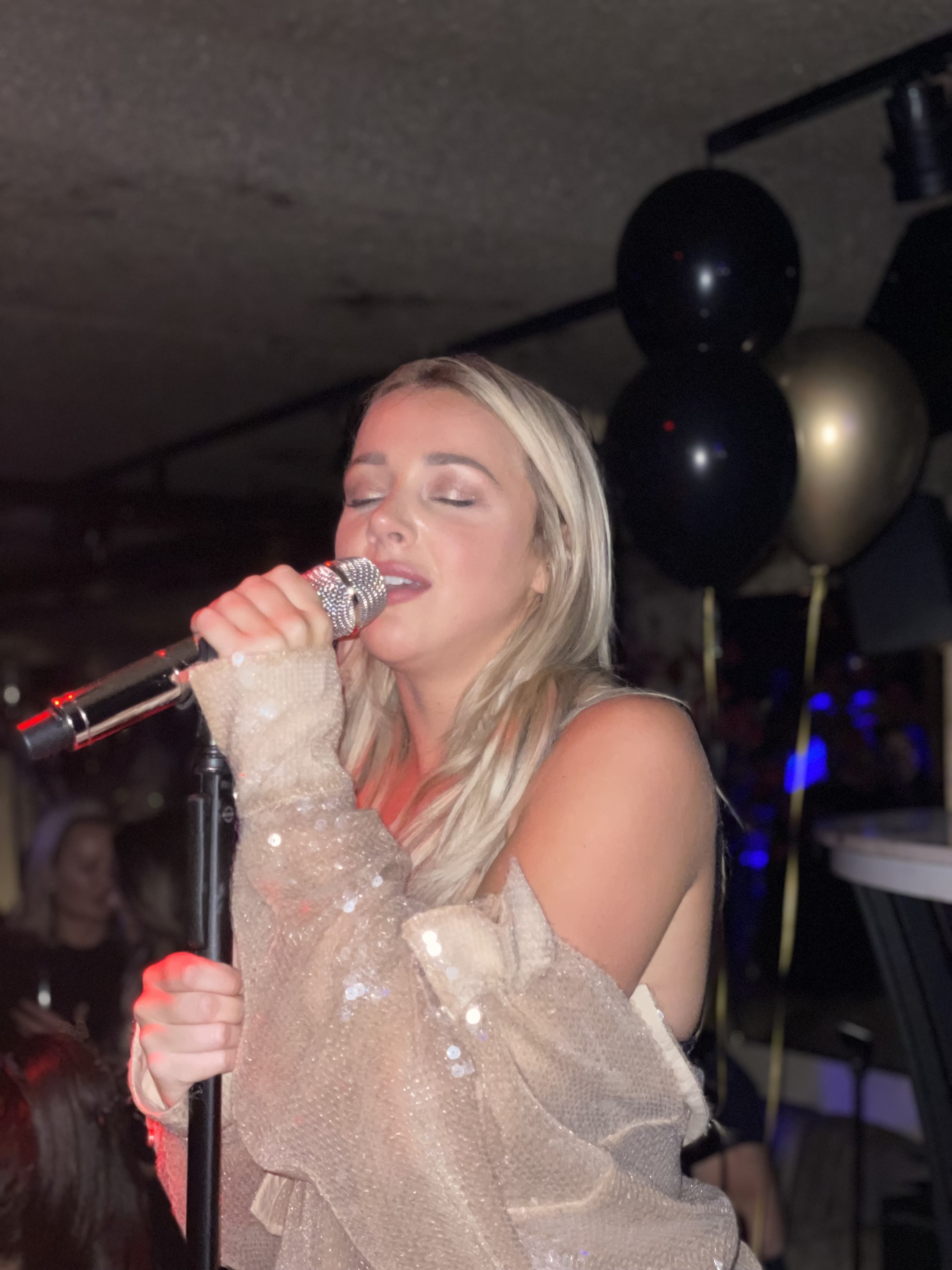
Emma Heesters, 2022

Emma Heesters (* 8. Januar 1996 in ’s-Gravenpolder) ist eine niederländische Popsängerin aus Amsterdam. Mit dem Cover Pa Olvidarte hatte sie 2019 im Duett mit Rolf Sanchez ihren Durchbruch.

## Biografie
Emma Heesters erhielt schon in jungen Jahren Gesangs- und Tanzunterricht, darunter auch Ballett. 2004, im Alter von erst 8 Jahren, gewann sie die Vorausscheidung des Children for Children Festivals in der Provinz Zeeland. Kurz vor dem Auftritt hatte sich Heesters ein Bein gebrochen, so dass sie beim Singen im Rollstuhl sitzen musste. Später spielte sie in einigen Musicals als Kinderstar mit. Während ihrer Teenagerzeit begann sie in zahlreichen Coverbands zu singen, was sie nach ihrem Schulabschluss jedoch wieder aufgab. 2013 schloss sie die Daltonplan-Schule Roncalli in Bergen op Zoom mit einem Havo-Zertifikat („Hoger algemeen voortgezet onderwijs“, zu deutsch „Höhere allgemeinbildende Sekundarschulbildung“) ab und spezialisierte sich auf das Profil Wirtschaft und Gesellschaft.
Mit 18 Jahren begann sie mit der Veröffentlichung von Coverversionen auf ihrem YouTube-Kanal, oft auch mit anderen Sängern im Duett. Der Durchbruch kam 2017 mit einem Cover von Luis Fonsis Despacito zusammen mit Jason Chen, dessen Abrufzahlen innerhalb kurzer Zeit auf mehrere Millionen anstiegen und ihr über eine Million Follower brachten.
2019 wurde sie zur Gesangsshow Beste Zangers (deutsche Version: Sing meinen Song) eingeladen, obwohl sie bis dahin noch keine eigenen Lieder veröffentlicht hatte. Zusammen mit Rolf Sanchez sang sie dort Pa Olvidarte, im Original ein Latin-Pop-Hit von ChocQuibTown aus Kolumbien. Ihr Duett wurde ein Charthit und stand zum Jahreswechsel vier Wochen lang auf Platz 2 der Nederlandse Top 40. Es wurde mit 3-fach-Platin ausgezeichnet. Wenig später war sie als Sängerin auf der Single Loop niet weg der Hip-Hop-Gruppe Kris Kross Amsterdam erneut in den Charts: Das Lied stand drei Wochen auf Platz 4 und bekam noch einmal Platin.
2019 singt Heesters zusammen mit dem niederländischen Rapper Kevin den Titelsong Mooi aus dem Film De Club Van Lelijke Kinderen (Der Club der hässlichen Kinder).
Mit Waar ga je heen veröffentlichte sie im Mai 2020 ihren ersten eigenen Song und kam damit auf Platz 12 der Charts. Zwei kleinere Top-40-Hits folgten mit Donderdag, erneut zusammen mit Kris Kross Amsterdam, und der Weihnachtssingle Als de eerste sneeuw valt. In diesem Jahr wurde sie auch bei den MTV Awards in den regionalen Kategorien als Best Dutch Act (Sänger/Sängerin oder Band) ausgezeichnet.
2021 war Emma Heesters mit zwei Duetten erfolgreich. Mit dem Rapper Ronnie Flex nahm sie Alles wat ik mis auf, das auf Platz 7 der Top 40 und sogar auf Platz 1 der alternativen Top-100-Charts kam. Mit dem belgischen Sänger Metejoor, der in seiner Heimat kurz zuvor einen Nummer-1-Hit gehabt hatte, veröffentlichte sie den Song Rendez-vous, der zwar in den Niederlanden nicht in die Charts kam, aber im niederländischsprachigen Teil Belgiens Platz 4 und eine Goldene Schallplatte erreichte.
Auf ihrem YouTube-Kanal singt Emma Heesters neben englischsprachigen Hits auch Hits aus Indien und Indonesien. Sie übersetzt diese Hits aus den Originalsprachen, wie Hindi oder Bahasa, ins Englische und singt manchmal auch Stücke in der Originalsprache. Diese Cover wurden millionenfach angesehen und seitdem hat Heesters viele Fans in Indien und Indonesien. Im Jahr 2022 trat Heesters zum ersten Mal in Indien auf dem Sunburn-Festival in Goa auf.

## Privates
Emma Heesters ist mit dem Fußballprofi Wesley Hoedt liiert.
Am 14. November 2024 gab Heesters auf Instagram bekannt  unter Gebärmutterhalskrebs zu leiden und deswegen eine  längere Karrierepause einzulegen. Am 11. Juli 2025 gab sie über Instagram bekannt, dass es ihr wieder besser ginge.

## Diskografie
Singles

| Jahr | Titel Album                   | Höchstplatzierung, Gesamtwochen, AuszeichnungChartplatzierungen (Jahr, Titel, Album, Platzierungen, Wochen, Auszeichnungen, Anmerkungen) | Höchstplatzierung, Gesamtwochen, AuszeichnungChartplatzierungen (Jahr, Titel, Album, Platzierungen, Wochen, Auszeichnungen, Anmerkungen) | Anmerkungen                                                                                  |
| Jahr | Titel Album                   | NL | BEF | Anmerkungen                                                                                  |
| ---- | ----------------------------- | --- | --- | -------------------------------------------------------------------------------------------- |
| 2019 | Pa Olvidarte –                | NL2 Diamant · (21 Wo.)NL | — | Erstveröffentlichung: 18. Oktober 2019 mit Rolf Sanchez                                      |
| 2020 | Loop niet weg –               | NL4 Platin · (16 Wo.)NL | — | Erstveröffentlichung: 6. Februar 2020 Kris Kross Amsterdam feat. Tino Martin & Emma Heesters |
| 2020 | Waar ga je heen –             | NL12 Platin · (15 Wo.)NL | — | Erstveröffentlichung: 29. Mai 2020                                                           |
| 2020 | Donderdag –                   | NL29 Gold · (4 Wo.)NL | — | Erstveröffentlichung: 21. Oktober 2020 mit Kris Kross Amsterdam & Bilal Wahib                |
| 2020 | Als de eerste sneeuw valt –   | NL31 (3 Wo.)NL | — | Erstveröffentlichung: 20. November 2020                                                      |
| 2021 | Alles wat ik mis Altjid Samen | NL7 Platin · (7 Wo.)NL | — | Erstveröffentlichung: 13. Mai 2021 Ronnie Flex & Emma Heesters feat. Kris Kross Amsterdam    |
| 2021 | Rendez-vous Metejoor          | NL— GoldNL | BEF4 Platin · (24 Wo.)BEF | Erstveröffentlichung: 9. Juni 2021 mit Metejoor                                              |
| 2022 | Zwaartekracht –               | — | BEF7 Platin · (27 Wo.)BEF | Erstveröffentlichung: 23. März 2022 mit Regi                                                 |
| 2023 | Dat hadden wij moeten zijn –  | — | BEF7 Platin · (26 Wo.)BEF | Erstveröffentlichung: 8. September 2023 mit Maksim                                           |
| 2024 | Contigo –                     | NL10 Gold · (15 Wo.)NL | — | Erstveröffentlichung: 14. Juni 2024 mit Rolf Sanchez                                         |
| 2024 | Alleen met jou Voor altijd    | NL11 (22 Wo.)NL | — | Erstveröffentlichung: 27. September 2024 Yves Berendse feat. Emma Heesters                   |
| 2025 | Alles wordt beter –           | NL11 (13 Wo.)NL | — | Erstveröffentlichung: 17. April 2025                                                         |

Weitere Singles
- 2017: Despacito (mit Jason Chen)
- 2021: Schat ik ben OK (NL: Gold)
- 2021: Meisje zonder naam (mit Ronnie Flex & Trobi)
- 2021: Holiday
- 2023: HJB (feat. Maks, NL: Gold)